# 五諸侯增二 (井宿)
雙子座64，又名BD+28 1396，HD 59037、SAO 79427、HR 2857，是雙子座的一颗恒星，视星等为5.05，位于銀經190.83，銀緯20.13，其B1900.0坐标为赤經7h 23m 6.6s，赤緯+28° 20.13′ 28″。